# بطولة كرة القدم الألمانية 1951
بطولة كرة القدم الألمانية 1951 (بالألمانية: Deutsche Fußballmeisterschaft 1950/51)‏ هو الموسم 41 من بطولة كرة القدم الألمانية ‏. أقيم خلال الفترة 6 مايو 1951 وحتى 30 يونيو 1951، وأشرف على تنظيمه اتحاد ألمانيا لكرة القدم، وكان عدد الأندية المشاركة فيه 8، وفاز فيه نادي كايزرسلاوترن.